# Formylfluorid
Formylfluorid ist eine chemische Verbindung aus der Gruppe der Carbonsäurehalogenide.

## Gewinnung und Darstellung
Formylfluorid kann durch Reaktion von Benzoylchlorid mit einer Kaliumfluoridlösung in Ameisensäure gewonnen werden. Das Reaktionsgemisch wird dazu erwärmt und die entwickelten Gase in einer mit Trockeneis gekühlten Vorlage kondensiert. Im Allgemeinen ist die Verbindung durch Reaktion von Ameisensäure mit einem Fluorierungsmittel (wie zum Beispiel Benzoylchlorid/Kaliumfluorid, Benzoylfluorid und Cyanurfluorid) darstellbar. Auch weitere Syntheseverfahren sind bekannt.

## Eigenschaften
Formylfluorid ist ein farbloses Gas. Unter dem Siedepunkt ist es eine leicht bewegliche, farblose Flüssigkeit, die intensiv, etwas an Schwefeldioxid und auch an Acetylfluorid erinnernd, riecht. In Wasser löst sich die Verbindung unter langsamer Hydrolyse. In Ethanol löst sie sich unter Bildung von Ameisensäureethylester. Sie ist beständig bei tiefen Temperaturen, zerfällt jedoch bei Zimmertemperatur im Verlauf von einigen Stunden allmählich unter Bildung von Kohlenmonoxid und Fluorwasserstoff. Das Molekül hat eine planare Struktur.

## Verwendung
Formylfluorid kann als Formylierungsreagenz für aromatische Kohlenwasserstoffe, Alkohole und Phenole verwendet werden. Mit Bortrifluorid bildet es einen Komplex der als Formylierungsreagenz bei elektrophilen aromatischen Substitutionsreaktionen eingesetzt werden kann.